# أفخارستيا

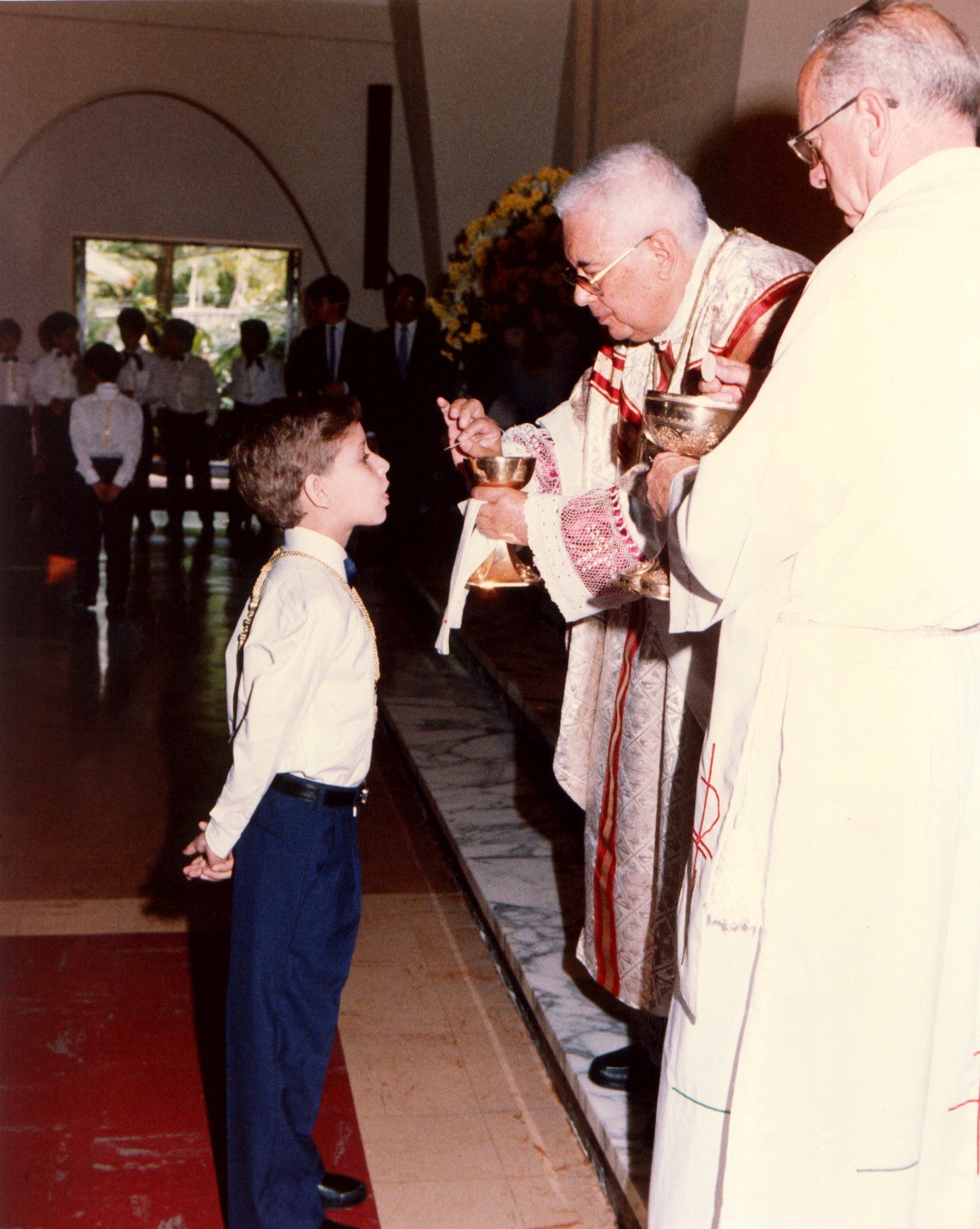

الأفخارِستِيَا أو الأوخارستيا[بحاجة لمصدر] تعريبٌ للكلمة اليونانية εὐχαριστέω (أقول شكرًا)، أو سِر القُربان المُقدّس أو سر التناول أو القربان المقدس كلمة معناها اللغوي الشُكر، وسر الأفخارستيا هو أحد الأسرار السبعة المقدسة في الكنيستين الكاثوليكية والأرثوذكسية أو أحد السرّين المقدسين في الكنيسة البروتستانتية. وهو تذكير بالعشاء الذي تناوله يسوع بصحبة تلاميذه عشيّة آلامه (لوقا 19:22 ومتى 26:26 ومر 22:14 و1قور 23:11-25). ويُحتفل بها في جماعة المؤمنين لأنها التعبير المرئي للكنيسة. الاحتفال يكون بصيغة تناول قطعة صغيرة ورقيقة من الخبز (تعرف بالـبرشان) التي تمثل جسد يسوع وأحياناً تذوق أو غمس قطعة الخبز في القليل من الخمر الذي يمثل دم يسوع.

## لاهوت الأفخارستيا
يرى معظم المسيحيين، وحتى أولئك الذين ينكرون أي تغيير جوهري في الخبز والخمر، وجود المسيح بطريقة خاصة في هذا الطقس، غير أنهم يختلفون بعضهم عن بعض حول كيفية وطبيعة وجود المسيح. فتقول الكنيستان الكاثوليكية والأرثوذكسية أن الخبز والخمر يصبحان جسد ودم المسيح بالفعل، ما يعرف باستحالة الشكلين (بالإنجليزية: transubstantiation) في اللاهوت الكاثوليكي.الروم اورثذكس و من يتبعهم يعترفون بأن الافخرستيا هي جسد المسيح و دمه، لكنهم لا يعتنقون فكر الكاثوليك في الtransubstantiation. الOriental Orthodox Churches مثل الاقباط، والاحباش، والسريان، والهنود اورثذكس يعتنقون فكر قريب من الروم  اورثذكس. في مفهوم التحول، الاقباط تاريخياً ربما كانوا ينظرو له انه يحدث عن طريق القداس كله و يَكمُل عند سر حلول الروح القدس(Epiclesis). ويعتقد المسيحيون اللوثريون أن جسد ودم يسوع موجودان «في ومع وتحت» أشكال الخبز والخمر، ما يعرف بالوحدة السرية. وتؤمن الكنائس المصلحة التي تعود تاريخها إلى جان كالفن بوجود حقيقي وروحي للمسيح بقوة الروح القدس، والذي يُقبَل بالإيمان. وهناك آراء عديدة في الكنيسة الأنجليكانية، مع أنها تؤمن بالوجود الحقيقي رسمياً. ويرفض بعض المسيحيين (مثل تجديدية العماد والكنيسة المعمدانية) مفهوم الوجود الحقيقي، معتقدين أن الأفخارستيا ليس سوى نصب تذكاري لموت المسيح.

## التناول المغلق والمفتوح
تختلف الطوائف المسيحية حول ما إذا كانت الأفخارستيا مفتوحة لغير أعضاء الطائفة. في القرون الأولى من الكنيسة، كان من الممنوع أن يحضر غير الأعضاء الطقس، من بينهم الزوار والمنتصرون، الذين كان يجب أن يغادروا المجمع بعد منتصف القداس.
تستبعد الكنيستان الكاثوليكية والأرثوذكسية غير الأعضاء عن التناول تحت ظروف عادية، مع أنهما تسمحان باستثناءات (مثلاً لغير الأعضاء على وشك الموت الذين يشاركون في الإيمان بواقع الأفخارستيا، ما لم يوجد كاهن من طائفتهم). وإضافة، تمارس بعض الطوائف البروتستانتية التناول المغلق.
و لكن تمارس معظم الطوائف البروتستانتية التناول المفتوح، أي سر الأفخارستيا ليس محدوداً على الأعضاء فقط، ولكن بعض الكنائس تتطلب أن تتم المعمودية قبل تناول الأفخارستيا.
توفر بعض الكنائس الليبرالية الأفخارستيا لكل من يريد أن يُحيي ذكرى حياة وتعاليم المسيح، وبصرف النظر عن انتمائه الديني.